# Ustilentylomataceae
Famille
Les Ustilentylomataceae sont une famille de champignons Basidiomycètes de l'ordre des Microbotryales.

## Liste des genres
- Aurantiosporium
- Fulvisporium
- Ustilentyloma